# Kazimierz Plocke

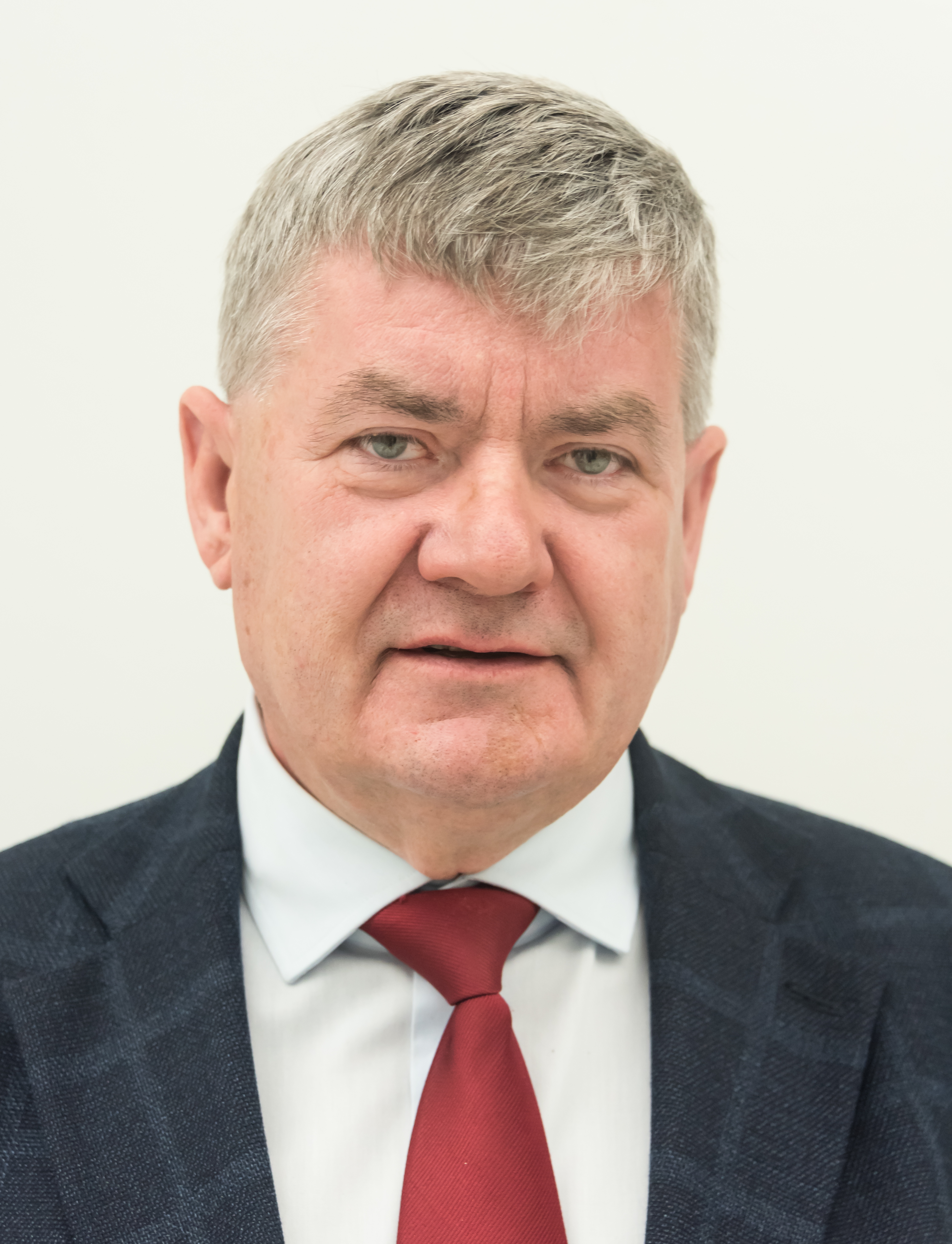
Kazimierz Plocke (2022)

Kazimierz Florian Plocke (* 3. Mai 1958 in Domatowo) ist ein polnischer Politiker (SKL, PO). Er gehört seit 2001 dem Sejm in der IV., V., VI., VII., VIII., IX. und X. Wahlperiode an. Von 2007 bis 2015 war er Staatssekretär im Ministerium für Landwirtschaft und ländliche Entwicklung.

## Leben und Beruf
Kazimierz Plocke besuchte die Landwirtschaftsschule in Kłanino (Gemeinde Krokowa), wo er von 1983 bis 1990 als Lehrer arbeitete. 1988 wurde er an der Landwirtschaftlich-Technischen Hochschule in Olsztyn mit der Arbeit „Badania nad efektywnością produkcji ziemniaka paszowego w gospodarstwach indywidualnych'“ promoviert.
Kazimierz Plocke ist verheiratet und hat drei Kinder.

## Politik
Von 1989 bis 2001 war Plocke Mitglied der Solidarność. Im Jahr 1990 wurde er Gemeindevorsteher (wójt) von Krokowa und behielt dieses Amt für drei Amtsperioden bis 2001. Ab 1999 gehörte er dem Woiwodschaftsvorstand der Stronnictwo Konserwatywno-Ludowe an. Im Jahr 2001 trat er bei der Parlamentswahl für die neu gegründete Platforma Obywatelska (PO) an. Für ihn stimmten im Wahlkreis Gdynia 4.876 Bürger, womit seine Kandidatur erfolgreich war und Plocke erstmals in den Sejm einzog. 2005 stimmten 9.579, 2007 15.763 Bürger für ihn, womit er sein Mandat für das polnische Parlament jeweils verteidigen konnte. Am 23. November 2007 wurde Kazimierz Plocke Staatssekretär und damit stellvertretender Minister im Ministerium für Landwirtschaft und ländliche Entwicklung. Dieses Amt hatte er bis zum Regierungswechsel 2015 inne. Auch bei den Parlamentswahlen 2011, 2015, 2019 und 2023 konnte er sein Parlamentsmandat verteidigen.